# Leposoma ioanna
Espèce
Leposoma ioanna est une espèce de sauriens de la famille des Gymnophthalmidae.

## Répartition
Cette espèce est endémique de Colombie.

## Description
La femelle holotype mesure 41 mm de longueur standard.

## Publication originale
- Uzzell & Barry, 1971 : Leposoma percarinatum, a unisexual species related to L. guianense; and Leposoma ioanna, a new species from Pacific Coastal Colombia (Sauria, Teiidae). Postilla, no 154, p. 1-39 (texte intégral).